# Força Aérea de El Salvador
A Força Aérea de El Salvador (em castelhano:  Fuerza Aérea Salvadoreña) é a força aérea das Forças Armadas de El Salvador, como um braço independente do Exército e da Marinha.

## História
A Força Aérea de El Salvador foi formada em 20 de março de 1923 durante um período de grande interesse pela aviação em El Salvador. Em 1947, após assinar o tratado do Rio (que era um tratado de defesa mútua entre os estados da América, incluindo os Estados Unidos), El Salvador ganhou várias aeronaves dos Estados Unidos. 

## Operações recentes

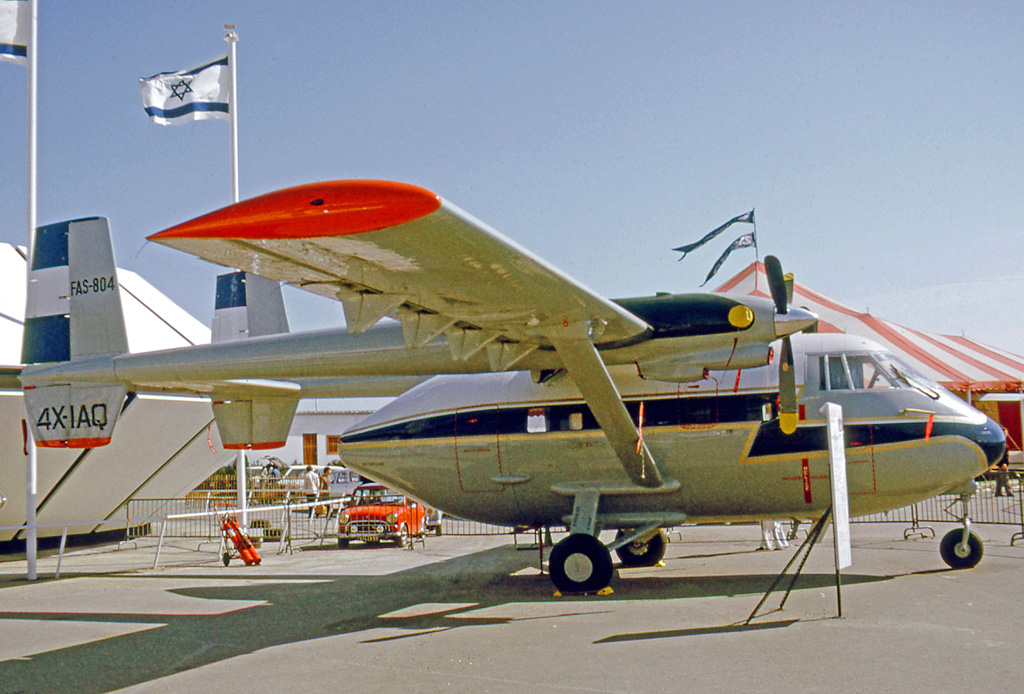
IAI Arava 201 da Força Aérea de El Salvador em 1975

A Força Aérea de El Salvador se viu em ação pela primeira vez na Guerra do Futebol em 1969 contra Honduras, equipada com aeronaves F4U Corsair e P-51 Mustang. A partir do final da década de 1970, ações guerrilheiras isoladas se desenvolveram rapidamente em uma guerra civil. O auxílio dos Estados unidos a El Salvador em 1980 consistia de seis UH-1H e quatro em 1981. Outras entregas trouxeram o número de UH-1H em serviço para 40 unidades. De fevereiro de 1982 em diante, os Estados Unidos entregariam oito A-37B Dragonfly, 12 UH-1H, quatro Cessna O-2 Skymaster e três C-123K. Em 6 de maio de 2013, em celebração do 189º aniversário das Forças Armadas de El Salvador, o governo anunciou a compra de 10 A-37 do Chile.
Um quadrimotor Douglas DC-6B fornecia capacidade logística de longo alcance entre 1975 e sua aposentadoria em 1998. Foi usado para suprir voos para e dos Estados unidos. Em dezembro de 1984, dois AC-47 foram entregues, enquanto já haviam outros três C-47 em uso. A guerra civil terminou de exaustão mútua em 1990 e a Força Aérea foi equipada para segurança nacional.
Em setembro de 2016, foi relatado que a Força Aérea de El Salvador em conjunto com a Força Aérea Colombiana estava finalizando negociações para moderniar os helicópteros Bell UJ-1H para o padrão "Huey II".

## Aeronaves

### Frota atual

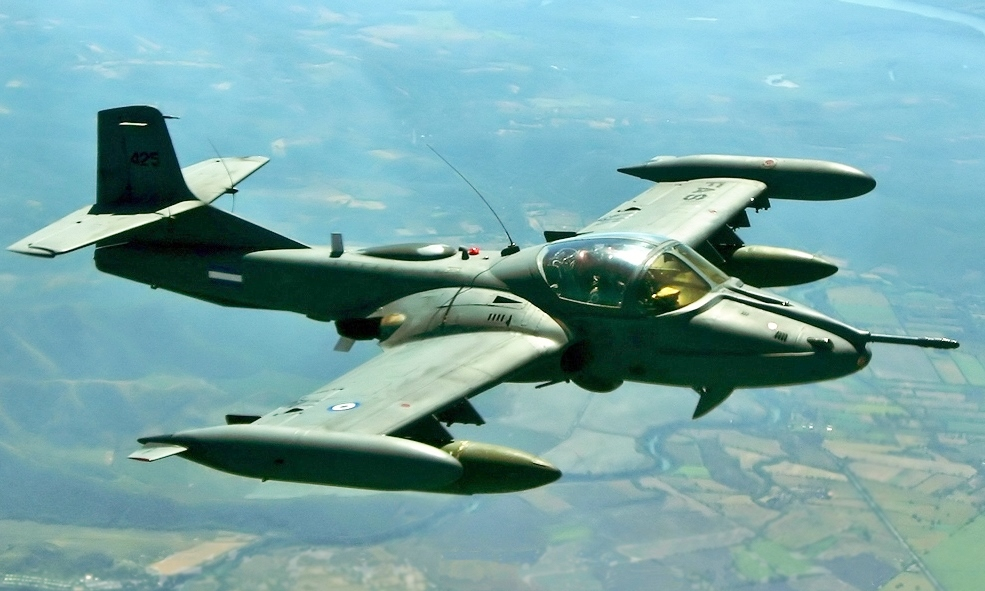
Um A-37 Dragonfly da FAS em voo sobre o México

| Aeronave            | Origem              | Tipo                | Variante            | Em serviço          | Notas                            |                     |
| Aeronave de combate | Aeronave de combate | Aeronave de combate | Aeronave de combate | Aeronave de combate | Aeronave de combate              | Aeronave de combate |
| ------------------- | ------------------- | ------------------- | ------------------- | ------------------- | -------------------------------- | ------------------- |
| A-37                | Estados Unidos      | ataque              |                     | 15                  |                                  |                     |
| Transporte          |                     |                     |                     |                     |                                  |                     |
| IAI Arava           | Israel              | transporte          |                     | 2                   |                                  |                     |
| Helicópteros        |                     |                     |                     |                     |                                  |                     |
| Bell 412            | Estados Unidos      | utilitário          |                     | 4                   |                                  |                     |
| Bell UH-1           | Estados Unidos      | utilitário          | UH-1H/M             | 14                  | atualizado para o padrão Huey II |                     |
| Hughes 269          | Estados Unidos      | utilitário leve     |                     | 5                   |                                  |                     |
| MD 500 Defender     | Estados Unidos      | utilitário leve     |                     | 8                   |                                  |                     |
| Treinador           |                     |                     |                     |                     |                                  |                     |
| Enaer T-35 Pillán   | Chile               | treinador           |                     | 3                   |                                  |                     |